# Резовска река
Резовска река (или Резова река, Резвая) (на турски: Mutludere, Мутлудере) е река в Турция и България, област Бургас – общини Малко Търново и Царево, вливаща се в Черно море, където се намира и най-югоизточната точка на България. Дължината ѝ е 112 км, като почти по цялото си протежение служи за граница между България и Турция.

## Географска характеристика

### Извор, течение, устие
Резовска река се образува от сливането на реките Паспалдереси (лява съставяща) и Велика (дясна съставяща) на турска територия, на 291 m н.в., на 2,3 m южно от турското село Паспала (Армутверен). За начало на Резовска река се приема Паспалдереси, която извира под името Чаталар от Странджа, на 41°57′08″ с. ш. 27°16′12″ и. д. / 41.952222° с. ш. 27.27° и. д. и 666 m н.в., на 3,6 km северозападно от село Бургазджик (Гечитаджи). До съединяването си с река Велика Паспалдереси протича в югоизточна посока през язовира „Армаган", а след изтичането си от него – в източна.
След като се съедини с река Велика и се образува същинската Резовска река, около 3 km тече в северна посока и достига до българската граница на 8 km южно от град Малко Търново, при устието на левия ѝ приток Делиевска река. Оттук до устието си реката служи за граница между двете държави, като протича в дълбока меандрираща долина, залесена с дъбови гори, с генерално източно направление. Влива се в Резовския залив на Черно море при село Резово.

### Водосборен басейн, притоци
Площта на водосборния басейн на реката е 738 km², от които 183 km2 на българска територия, като границите му са следните:
- на север – с водосборния басейн на река Велека;
- на югозапад, по билото на Странджа – с водосборния басейн на река Марица;
- на юг – с водосборните басейни на малки и къси реки, вливащи се директно в Черно море.

Притоци: → ляв приток, ← десен приток
- ← Чаирлък (в Турция)
- → Тютюнлюк (в Турция, влива се в язовир „Армаган“)
- → Чешме (в Турция)
- ← Велика (в Турция, дясна съставяща)
- → Делиевска река (протича по българо-турската граница)
- → Църногоровска река
- ← Киречнова река (в Турция)
- → Дълбокия дол
- ← Киранлък (в Турция)
- ← Арпалък (в Турция)
- → Върли дол
- ← Ченгене баир (в Турция)
- → Карадереджик
- → Живачки дол
- → Керетарски дол
- → Лопушница
- → Тепавичарски дол
- → Церов дол
- → Каменски дол
- → Милоряк
- → Водицата
- → Суровята
- → Василев дол
- → Селския дол

Характерно за притоците на Резовска река е, че през лятото повечето от тях пресъхват, като само на отделни места се запазват вирове с голяма дълбочина (2 – 3 метра), предимно в техните горни и средни течения. Водата се губи в долните течения, поради песъчливите, наносни легла. Долината на реката е със силно врязани, стръмни и облесени брегове. Водите на Резовска река и Буланък дере захранват 1500 хектара лонгозни гори. 

### Хидроложки показатели
Резовската река е със силно изразена междугодишна и вътрешногодишна неравномерност. Пълноводието е през януари-април, когато минават 64% от годишния отток. Летните месеци са изключително маловодни. През юли-септември минава едва 6% от годишния обем на оттока. Това се дължи на специфичния климат, формиран под влиянието на трите морета – Черно, Мраморно и Егейско. Поради засиленото влияние на Средиземно море, климатът в района има преходно-средиземноморски характер: максимален валеж през ноември-декември, минимален – през август, по-големи валежи през студените месеци на годината, сравнително по-висока средна годишна температура. През зимата температурата не пада под нулата.

## Селища
Като цяло реката протича през безлюдни и девствени райони, като само в най-горното ѝ течение (река Паспалдереси) има две турски села – Бургазджик и Дерекьой, а в устието е разположено българското село Резово. Бившите български села Маджура и Пиргопуло, разположени по поречието, останали в турска територия, са обезлюдени през 1913 г.

## Флора и фауна, резервати
Склоновете към Резовска река са обрасли с гъсти дъбови и букови гори. По скалистите скатове често срещани са средиземноморските маквиси, редки видове орхидеи, бръшлян, повет, скрипка, аспарагус, гърбач, хмел и дива лоза. Българският бряг е урвест, с много скални образувания, пропасти и пещери. В района се срещат каспийската блатна костенурка, безкракият гущер (жълтокоремник), вдлъбнаточелият смок, наричан още змия гущерница, който е един от двата вида отровни смока в Европа, големият стрелец, пепелянката и рядката черноврата стрелушка. В бързите и усойни води на реката се въдят речна пъстърва и резовски карагьоз. Край биосферния резерват резерват Лопушна – най-големият резерват на територията на природен парк Странджа реката образува меандри, наричани от местните хора „буджаци“ (тихи, закътани, оградени от реката места) – Дядокиров буджак, Големия буджак и др.

## Етимология
Според една хипотеза името на реката се свързва с тракийския цар Резос.

## Други
При устието на реката откъм българска страна в село Резово се издига съграденият параклис „Свети Иван“.
Системното изсипване на скален материал и тетраподи през годините от към турската страна на устието на реката, поради спорове за шелфовата зона, измества държавната границата на север и предизвиква системни наводнения при прииждане на водите. На 2 юли 2006 г. голямо наводнение унищожи голяма част от крайбрежната растителност покрай Резовска река с нейните притоци и промени облика на резовската долина. 
Като външна граница на Европейския съюз има ограничен пропускателен режим по реката. Забранява се правенето на снимки към турска територия.

## Топографска карта
- Лист от карта K-35-79. Мащаб: 1 : 100 000.
- Лист от карта K-35-80. Мащаб: 1 : 100 000.
- Лист от карта K-35-81. Мащаб: 1 : 100 000.